# Szaurián
A szauriánok egy gyíkszerű humanoid faj a Star Trek világában, akiknek a Sauria bolygó az otthona.
A szauriánok leginkább a közismerten népszerű de hírhedt szaurián-konyakukról ismertek, ami már az "eredeti sorozatban" (TOS) is kedvelt ital volt. Ezt főleg romulán területekre exportálják. A 23. században csatlakoztak a Föderációhoz, és azóta sok szaurián teljesít szolgálatot a Csillagflottában is.
A szauriánok lehetnek pirosak, barnák vagy zöldek, jellemzőjük még a kidudorodó nagy szem ami az éjjeli életformájuk miatt alakult ki. Második pár szemhéjuk segítségével az infravörös tartományban is látnak. Jól érzik magukat víz alatt, mocsári, trópusi vagy sivatagi környezetben, és nagyon mozgékonyak. A szervezetük meglehetősen szívós, ellenáll a támadásoknak, a mérgeknek, a keringésüket négy szív biztosítja, és sokféle gázt képesek károsodás nélkül belélegezni.